# Tán xạ

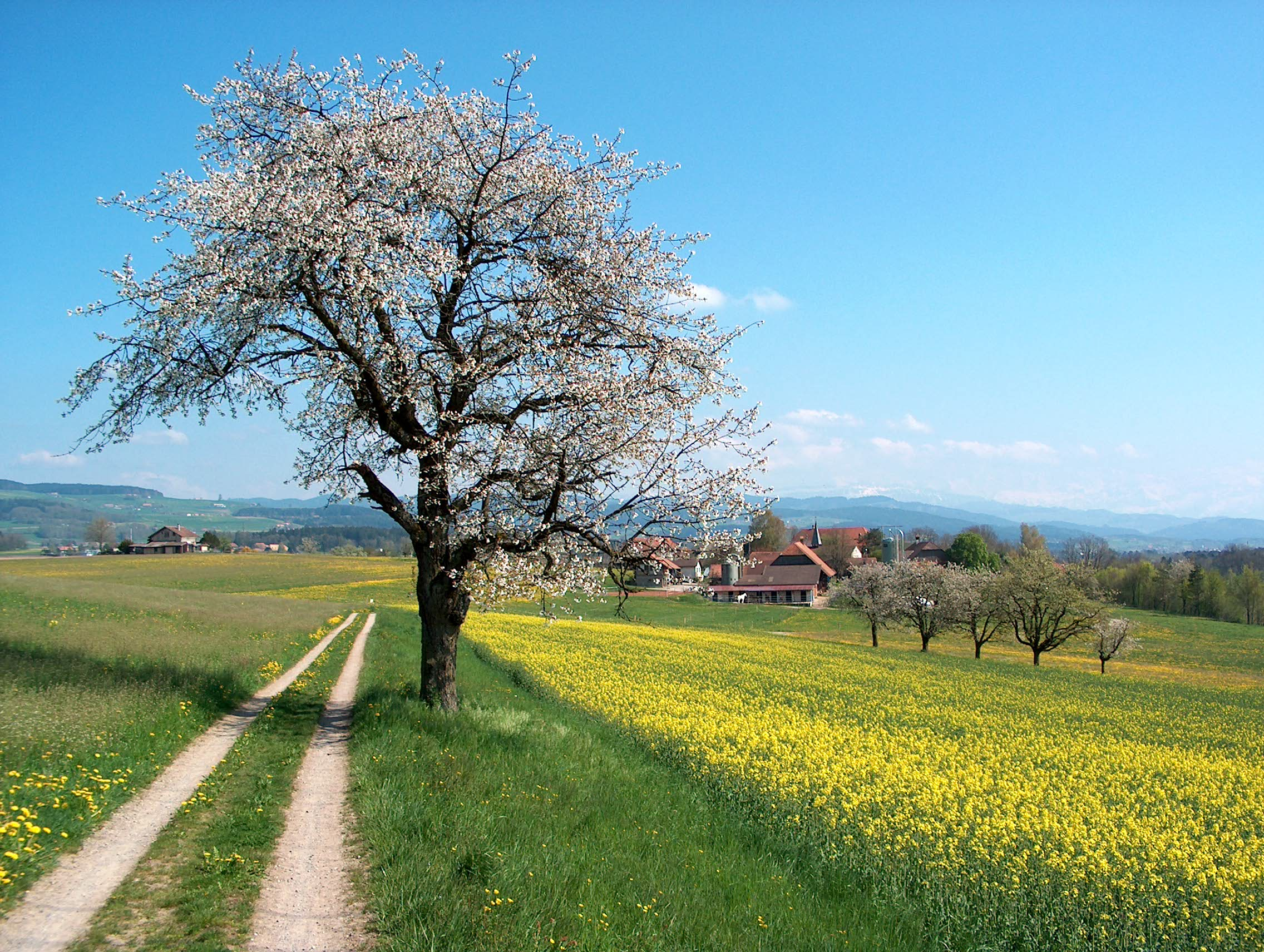
Bầu trời trên Trái Đất có màu xanh da trời là do tán xạ Rayleigh của khí quyển Trái Đất

Trong vật lý hạt, tán xạ là hiện tượng các hạt bị bay lệch hướng khi va chạm vào các hạt khác.
Trong quang học (và thiên văn học) tán xạ là hiện tượng photon bị đổi hướng khi gặp các vật, có thể vĩ mô như các tiểu hành tinh, các viên đá trong vành đai Sao Thổ, hay các vật chất vi mô như các hạt bụi. Trong quá trình tán xạ thuần túy, năng lượng photon không thay đổi, chỉ có hướng thay đổi ngẫu nhiên theo một hàm mật độ xác suất gọi là hàm tán xạ.
Thực tế, khi photon gặp các vật chất, không những hướng đi của nó thay đổi mà có thể cả năng lượng thay đổi (giảm bởi hiện tượng hấp thụ hay tăng bởi hiện tượng bức xạ). Lúc đó cùng xảy ra tán xạ thuần túy và hấp thụ/bức xạ thuần túy.
Bầu trời trên Trái Đất có màu xanh da trời, vì khí quyển Trái Đất tán xạ mạnh thành phần màu xanh da trời (bước sóng ngắn) trong ánh sáng trắng đến từ Mặt Trời. Đây là một ví dụ của tán xạ Rayleigh.
Trong âm học và chụp siêu âm, tán xạ là sự đổi hướng của sóng âm bởi các khu vực không đồng nhất trong môi trường truyền âm.

## Một số loại tán xạ

### Trong vật lý hạt
- Tán xạ Compton
- Tán xạ Rutherford
- Tán xạ Raman
- Tán xạ Thomson

### Trong quang học
- Tán xạ Brillouin
- Tán xạ Mie
- Tán xạ Rayleigh

## Tán xạ trong quang học
Sự phân bố lại hướng bay của photon sau khi va chạm với một vật thể phụ thuộc vào tỷ lệ x giữa kích thước vật thể và bước sóng của bức xạ điện từ (còn gọi là hệ số kích thước). 
1. x<1/10, quá trình tán xạ là tán xạ Rayleigh không phụ thuộc hình dáng của vật thể tán xạ, với hệ số tán xạ tỷ lệ với nghịch đảo của bước sóng mũ bốn (bước sóng càng ngắn thì tán xạ càng mạnh).
2. 1/10<x<10, quá trình tán xạ phụ thuộc vào hình dáng và vật liệu của vật thể. Nếu vật thể có hình cầu, quá trình tán xạ là tán xạ Mie.
3. x>10, có thể sử dụng quang hình để mô tả quá trình tán xạ. Xem ví dụ về áp dụng quang hình để giải thích cầu vồng.

Mọi tán xạ trong quang học đều có thể được đặc trưng bởi hai thông số: hệ số tán xạ và hàm tán xạ (cho tán xạ không phân cực) hay ma trận tán xạ (cho tán xạ phân cực). Hệ số tán xạ cho biết tỷ lệ số photon bị lệch hướng bay trong tổng số photon ban đầu, khi đi tia sáng qua một đơn vị đo chiều dài. Hàm tán xạ hay ma trận tán xạ cho biết các photon bị lệch theo những hướng nào.

## Tán xạ trong vật lý hạt
Trong các thí nghiệm tán xạ của vật lý hạt, người ta bắn các chùm hạt (thường là electron, proton hay neutron) vào một mẫu vật liệu và đếm số lượng hạt bay ra tại các hướng khác nhau. Sự phân bố các hạt bay ra theo hướng sẽ cho biết thông tin về tương tác giữa mẫu vật liệu và các hạt bắn vào.
Một thí nghiệm nổi tiếng là của Ernest Rutherford, bắn các hạt alpha vào một miếng vàng mỏng để tìm ra lần đầu cấu trúc nguyên tử (bao gồm một hạt nhân bé xíu ở giữa đám mây electron).
Lý thuyết tán xạ đã được phát triển để nghiên cứu hiện tượng này. Lý thuyết dùng các dữ kiện quỹ đạo bay của các hạt (trong hệ quy chiếu gắn với mẫu bị bắn) để tiên đoán phân bố của hạt bay ra theo mật độ (số hạt trên diện tích mặt cắt) của các hạt bay vào.